# 500 miles d'Indianapolis 1922
Les 500 miles d'Indianapolis 1922, courus sur l'Indianapolis Motor Speedway et organisés le mardi 30 mai 1922, ont été remportés par le pilote américain Jimmy Murphy sur une Duesenberg-Miller (en) (dix mois plus tôt victorieuse du Grand Prix de France 1921 avec le même chauffeur, mais avec une motorisation différente).

## Grille de départ
| Ligne | Intérieur         | Centre          | Extérieur       |
| 1     | Jimmy Murphy      | Harry Hartz     | Ralph DePalma   |
| 2     | Leon Duray        | Ralph Mulford   | Roscoe Sarles   |
| 3     | Jerry Wonderlich  | Frank Elliott   | Ira Vail        |
| 4     | Pete DePaolo      | Cliff Durant    | Tom Alley       |
| 5     | I. P. Fetterman   | Ora Haibe       | Lora Corum (en) |
| 6     | Cannonball Baker  | Joe Thomas      | Wilbur D'Alene  |
| 7     | W. Douglas Hawkes | Jules Ellingboe | C. Glenn Howard |
| 8     | Jules Goux        | Eddie Hearne    | Tommy Milton    |
| 9     | Art Klein         | Howdy Wilcox    | Jack Curtner    |

La pole fut réalisée par Jimmy Murphy à la moyenne de 161,7 km/h.

## Classement final

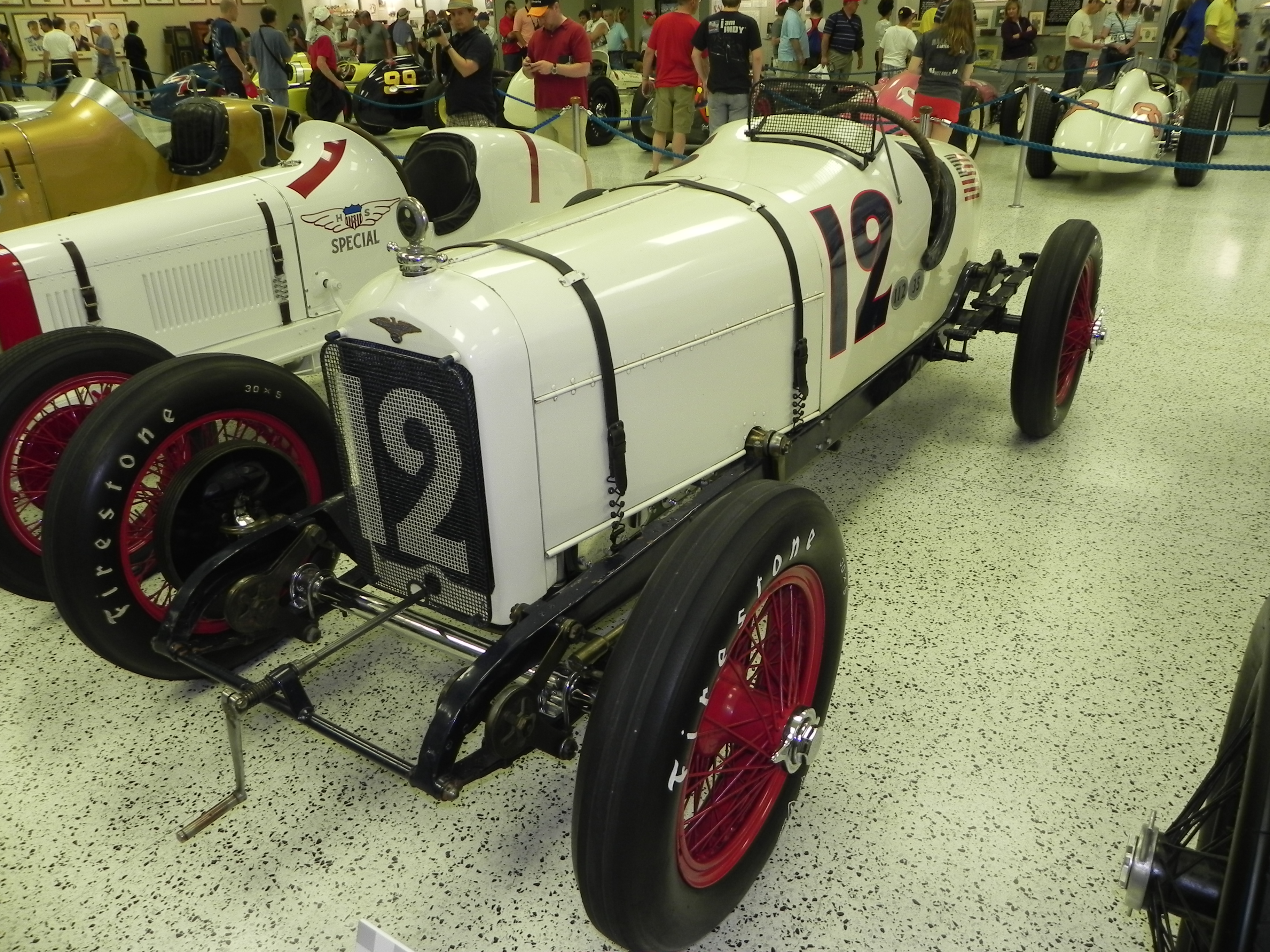
La Duesenberg de Murphy en 1922.

| no | Pilote            | Voiture           | Tours | Temps/Abandon   |
| 1  | Jimmy Murphy      | Duesenberg-Miller | 200   | 5 h 17 min 30 s |
| 2  | Harry Hartz       | Duesenberg        | 200   |                 |
| 3  | Eddie Hearne      | Ballot            | 200   |                 |
| 4  | Ralph DePalma     | Duesenberg        | 200   |                 |
| 5  | Ora Haibe         | Duesenberg        | 200   |                 |
| 6  | Jerry Wonderlich  | Duesenberg        | 200   |                 |
| 7  | I. P. Fetterman   | Duesenberg        | 200   |                 |
| 8  | Ira Vail          | Duesenberg        | 200   |                 |
| 9  | Tom Alley         | Frontenac         | 200   |                 |
| 10 | Joe Thomas        | Duesenberg        | 200   |                 |
| 11 | Cannonball Baker  | Frontenac         | 200   |                 |
| 12 | Cliff Durant      | Miller            | 200   |                 |
| 13 | W. Douglas Hawkes | Bentley           | 200   |                 |
| 14 | C. Glenn Howard   | Ford              | 200   |                 |
| 15 | Wilbur D'Alene    | Frontenac         | 200   |                 |
| 16 | Frank Elliott     | Miller            | 195   | mécanique       |
| 17 | Lora Corum (en)   | Frontenac         | 169   | moteur          |
| 18 | Jack Curtner      | Ford              | 165   | moteur          |
| 19 | Ralph Mulford     | Frontenac         | 161   | mécanique       |
| 20 | Pete DePaolo      | Frontenac         | 110   | accident        |
| 21 | Art Klein         | Frontenac         | 105   | mécanique       |
| 22 | Leon Duray        | Frontenac         | 94    | mécanique       |
| 23 | Roscoe Sarles     | Frontenac         | 88    | mécanique       |
| 24 | Tommy Milton      | Milton-Miller     | 44    | mécanique       |
| 25 | Jules Goux        | Ballot            | 25    | mécanique       |
| 26 | Jules Ellingboe   | Duesenberg        | 25    | accident        |
| 27 | Howdy Wilcox      | Peugeot           | 7     | mécanique       |

## Sources
- (en) Résultats complets sur le site officiel de l'Indy 500